# أبو الحسن بن الحمامي
أبُو الحَسَن عَلِيُّ بن أحمد بن عُمر بن حَفَص بن الحمَّاميُّ البَغْدَادِيُّ (328 - 417 هـ / 939 - 1027 م) مقرئ العراق، وأحد رواة الحديث النبوي.

## سيرته
ولد سنة 328 هـ. سمع من عثمان بن السماك، وأبي سهل القطان، وأحمد بن عثمان الأدمي، وعلي بن محمد بن الزبير، والنجاد، وابن قانع، ومحمد بن جعفر الأدمي، وعدة. وتلا على النقاش، وزيد بن أبي بلال، وأبي عيسى بكار، وهبة الله بن جعفر، وابن أبي هاشم، وغيرهم. حدث عنه: الخطيب، والبيهقي، ورزق الله التَّميمي، وعبد الله بن زكري الدقاق، وطراد الزينبي، وأبو الحسن بن العلاف، وعبد الواحد بن فهد، وآخرون. وتلا عليه خلق كثير منهم: أبو الفتح بن شيطا، ونصر بن عبد العزيز الفارسي، وأبو علي غلام الهراس، وأبو بكر محمد بن علي الخياط، وأبو الخطاب الصوفي، وأبو علي الشرمقاني، وحسن بن علي العطار، وعلي بن محمد بن فارس الخياط، وعبد بن عتاب، ويحيى السيبي، ورزق الله التميمي.

## أقوال العلماء فيه
قال الخطيب: «كان صدوقا دينا فاضلا، تفرد بأسانيد القراءات وعلوها في وقته، مات في شعبان سنة سبع عشرة وأربعمائة». قال سليم الرازي: «سمعت أبا الفتح بن أبي الفوارس يقول لو رحل رجل من خراسان ليسمع كلمة من أبي الحسن الحمامي أو من أبي أحمد الفرضي، لم تكن رحلته عندنا ضائعة، هذه الحكاية رواها الخطيب في تاريخه عن نصر المقدسي عنه».

## وفاته
توفي الحمامي سنة 417 هـ.